# SGCZ
SGCZ (англ. Sarcoglycan zeta) – білок, який кодується однойменним геном, розташованим у людей на короткому плечі 8-ї хромосоми. Довжина поліпептидного ланцюга білка становить 299 амінокислот, а молекулярна маса — 32 949.
| 10         |  | 20         |  | 30         |  | 40         |  | 50         |
| ---------- |  | ---------- |  | ---------- |  | ---------- |  | ---------- |
| MTREQYILAT |  | QQNNLPRTEN |  | AQLYPVGIYG |  | WRKRCLYFFV |  | LLLLVTMIVN |
| LAMTIWILKV |  | MNFTVDGMGN |  | LRVTKKGIRL |  | EGISEFLLPL |  | YVKEIHSRKD |
| SPLVLQSDRN |  | VTVNARNHMG |  | QLTGQLTIGA |  | DAVEAQCKRF |  | EVRASEDGRV |
| LFSADEDEIT |  | IGAEKLKVTG |  | TEGAVFGHSV |  | ETPHIRAEPS |  | QDLRLESPTR |
| SLIMEAPRGV |  | QVSAAAGDFK |  | ATCRKELHLQ |  | STEGEIFLNA |  | ETIKLGNLPT |
| GSFSSSSPSS |  | SSSRQTVYEL |  | CVCPNGKLYL |  | SPAGVGSTCQ |  | SSSNICLWS  |

A: Аланін

C: Цистеїн

D: Аспарагінова кислота

E: Глутамінова кислота

F: Фенілаланін

G: Гліцин

H: Гістидин

I: Ізолейцин

K: Лізин

L: Лейцин

M: Метіонін

N: Аспарагін

P: Пролін

Q: Глутамін

R: Аргінін

S: Серин

T: Треонін

V: Валін

W: Триптофан

Задіяний у такому біологічному процесі, як альтернативний сплайсинг. 
Локалізований у клітинній мембрані, цитоплазмі, цитоскелеті, мембрані.